# Adriana Gerši
Adriana Gerši (* 26. červen 1976 Šternberk) je bývalá česká profesionální tenistka. V průběhu své kariéry vyhrála jeden turnaj okruhu WTA. Nejvýš na světovém žebříčku tenistek byla v roce 1997 na 48. místě. Vystudovala Střední odbornou školu služeb v Olomouci.
Jejím manželem je český tenista David Rikl, se kterým má dvě děti.

## Finálové výsledky na turnajích WTA (1)

### Dvouhra (1)
| Č. | Datum          | Turnaj             | Povrch | Soupeřka ve finále         | Výsledek |
| 1. | 5. srpen, 2001 | Basilej, Švýcarsko | Antuka | Marie-Gayanay Mikaelianová | 6–4, 6–1 |